# SC Rot-Weiß Oberhausen-Rhld. 1904 1969-1970
Questa voce raccoglie le informazioni riguardanti il SC Rot-Weiß Oberhausen-Rhld. 1904 nelle competizioni ufficiali della stagione 1969-1970.

## Stagione
Nella stagione 1969-1970 il Rot Weiss Oberhausen, allenato da Adi Preißler, concluse il campionato di Bundesliga al 14º posto. In Coppa di Germania il Rot Weiss Oberhausen fu eliminato al primo turno dall'Hannover 96.

## Rosa
| N. |                     | Ruolo | Calciatore             |
| -- | ------------------- | ----- | ---------------------- |
|    | Germania (bandiera) | P     | Udo Redmann            |
|    | Germania (bandiera) | P     | Wolfgang Scheid        |
|    | Germania (bandiera) | D     | Friedhelm Dick         |
|    | Germania (bandiera) | D     | Dieter Hentschel       |
|    | Germania (bandiera) | D     | Jürgen Jäger           |
|    | Germania (bandiera) | D     | Friedhelm Kobluhn      |
|    | Germania (bandiera) | D     | Hermann-Josef Wilbertz |
|    | Germania (bandiera) | C     | Wolfgang Balzer        |
|    | Germania (bandiera) | C     | Gert Fröhlich          |
|    | Germania (bandiera) | C     | Lothar Kobluhn         |
|    | Germania (bandiera) | C     | Franz Krauthausen      |

| N. |                     | Ruolo | Calciatore       |
| -- | ------------------- | ----- | ---------------- |
|    | Germania (bandiera) | C     | Werner Ohm       |
|    | Germania (bandiera) | A     | Dieter Brozulat  |
|    | Germania (bandiera) | A     | Hugo Dausmann    |
|    | Germania (bandiera) | A     | Hans Fritsche    |
|    | Germania (bandiera) | A     | Günter Karbowiak |
|    | Germania (bandiera) | A     | Werner Kubek     |
|    | Germania (bandiera) | A     | Rainer Laskowsky |
|    | Germania (bandiera) | A     | Norbert Lücke    |
|    | Germania (bandiera) | A     | Georg Müller     |
|    | Germania (bandiera) | A     | Karl-Heinz Poll  |
|    | Germania (bandiera) | A     | Siegfried Rösen  |

## Organigramma societario
Area tecnica
- Allenatore: Adi Preißler
- Allenatore in seconda: Karlheinz Feldkamp
- Preparatore dei portieri:
- Preparatori atletici:

## Calciomercato

### Sessione estiva
| Acquisti | Acquisti      | Acquisti   | Acquisti |
| R.       | Nome          | da         | Modalità |
| -------- | ------------- | ---------- | -------- |
| C        | Gert Fröhlich | Freiburger |          |

| Cessioni | Cessioni        | Cessioni   | Cessioni |
| R.       | Nome            | a          | Modalità |
| -------- | --------------- | ---------- | -------- |
| D        | Dieter Danzberg | Freiburger |          |
| D        | Albert Eichholz | Speldorf   |          |

## Risultati

### Bundesliga

#### Girone di andata
| Arbitro: | Herden |

|                                        |           |                |
| Hentschel 3’ Dausmann 48’ Fritsche 86’ | Marcatori | 38’ Hölzenbein |

| Kaiserslautern 23 agosto 1969, ore 15:30 CET 2ª giornata | Kaiserslautern | 0 – 0 referto | RW Oberhausen | Betzenbergstadion (18 000 spett.)\| Arbitro: \| Betz \| |
| Arbitro:                                                 | Betz           |               |               |                                                         |

| Arbitro: | Frickel |

|                             |           |            |
| Kobluhn 63’ Krauthausen 79’ | Marcatori | 72’ Schütz |

| Arbitro: | Tschenscher |

|  |           |                                             |
|  | Marcatori | 4’ Karbowiak 12’ Fröhlich 32’, 66’ Dausmann |

| Arbitro: | Binder |

|                                       |           |            |
| Wilbertz 2’ Brozulat 10’ Dausmann 50’ | Marcatori | 33’ Schütz |

| Arbitro: | Biwersi |

|                              |           |              |
| Sondermann 53’ Heidemann 63’ | Marcatori | 32’ Dausmann |

| Arbitro: | Schulenburg |

|                                |           |  |
| Brozulat 22’ Dausmann 40’, 73’ | Marcatori |  |

| Arbitro: | Fritz |

|                          |           |  |
| Pawellek 35’ Ionescu 68’ | Marcatori |  |

| Arbitro: | Ott |

|                                        |           |          |
| Laskowsky 2’ Dausmann 49’ Fritsche 70’ | Marcatori | 88’ Wild |

| Arbitro: | Picker |

|                               |           |                           |
| Olsson 11’, 17’, 24’ Haug 90’ | Marcatori | 43’ Brozulat 88’ Fritsche |

| Arbitro: | Heumann |

|  |           |                      |
|  | Marcatori | 68’ Rühl 90’ Overath |

| Arbitro: | Fuchs |

|                         |           |                 |
| Heynckes 5’ Skoblar 18’ | Marcatori | 68’ Krauthausen |

| Arbitro: | Wengenmayer |

|                     |           |                                  |
| Fröhlich 36’ (rig.) | Marcatori | 17’ Schulz 23’ Dörfel 61’ Seeler |

| Arbitro: | Mühling |

|             |           |  |
| Lippens 62’ | Marcatori |  |

| Arbitro: | Horstmann |

|  |           |                                     |
|  | Marcatori | 63’ van Haaren 84’, 87’ Pohlschmidt |

| Arbitro: | Schulenburg |

|                                      |           |                                                |
| Brozulat 9’ Kobluhn 41’ Dausmann 61’ | Marcatori | 29’ Ohlhauser 37’ Müller 53’ (rig.) Brenninger |

| Arbitro: | Ohmsen |

|                                                               |           |              |
| Laumen 15’ Fevre 30’ Vogts 32’, 46’ Dietrich 62’ Bleidick 88’ | Marcatori | 75’ Dausmann |

#### Girone di ritorno
| Arbitro: | Redelfs |

|                                                   |           |              |
| Grabowski 27’, 69’, 72’ Jusufi 56’ Hölzenbein 81’ | Marcatori | 34’ Brozulat |

| Oberhausen 17 gennaio 1970, ore 15:30 CET 19ª giornata | RW Oberhausen | 0 – 0 referto | Kaiserslautern | Niederrheinstadion (12 000 spett.)\| Arbitro: \| Seiler \| |
| Arbitro:                                               | Seiler        |               |                |                                                            |

| Arbitro: | Aldinger |

|                                   |           |                                 |
| Neuberger 26’ Weist 39’ Wosab 79’ | Marcatori | 69’ (rig.) Kobluhn 80’ Fritsche |

| Arbitro: | Tschenscher |

|                     |           |          |
| Poll 3’ Kobluhn 25’ | Marcatori | 50’ Maas |

| Arbitro: | Schulz |

|             |           |              |
| Piontek 86’ | Marcatori | 14’ Dausmann |

| Arbitro: | Herden |

|                           |           |  |
| Fröhlich 25’ Dausmann 47’ | Marcatori |  |

| Arbitro: | Ott |

|                                         |           |                 |
| Kohlars 13’, 55’ Hiller 34’ Fischer 35’ | Marcatori | 42’ Krauthausen |

| Arbitro: | Horstmann |

|                    |           |  |
| Fröhlich 2’ (rig.) | Marcatori |  |

| Arbitro: | Wengenmayer |

|          |           |  |
| Horr 56’ | Marcatori |  |

| Arbitro: | Schulenburg |

|                                |           |  |
| Fröhlich 57’ Fritsche 66’, 72’ | Marcatori |  |

| Arbitro: | Ohmsen |

|  |           |               |
|  | Marcatori | 87’ Karbowiak |

| Oberhausen 28 marzo 1970, ore 15:30 CET 29ª giornata | RW Oberhausen | 0 – 0 referto | Hannover 96 | Niederrheinstadion (15 000 spett.)\| Arbitro: \| Tschenscher \| |
| Arbitro:                                             | Tschenscher   |               |             |                                                                 |

| Arbitro: | Seiler |

|                |           |              |
| Seeler 5’, 75’ | Marcatori | 54’ Wilbertz |

| Arbitro: | Voß |

|              |           |          |
| Dausmann 45’ | Marcatori | 53’ Beer |

| Arbitro: | Picker |

|                 |           |                           |
| Scheer 57’, 76’ | Marcatori | 74’ Karbowiak 81’ Kobluhn |

| Arbitro: | Linn |

|                                                 |           |                   |
| Müller 1’, 4’, 10’, 53’ Roth 26’ Brenninger 62’ | Marcatori | 31’, 72’ Dausmann |

| Arbitro: | Heckeroth |

|                                   |           |                                             |
| Krauthausen 16’, 76’ Fritsche 65’ | Marcatori | 8’ Dietrich 33’ Laumen 84’ Netzer 90’ Fevre |

### Coppa di Germania
| Arbitro: | Frickel |

|                            |           |                      |
| Loof 61’ Heynckes 78’, 89’ | Marcatori | 48’, 81’ Krauthausen |

## Statistiche

### Statistiche di squadra
| Competizione      | Punti | In casa | In casa | In casa | In casa | In casa | In casa | In trasferta | In trasferta | In trasferta | In trasferta | In trasferta | In trasferta | Totale | Totale | Totale | Totale | Totale | Totale | DR  |
| Competizione      | Punti | G       | V       | N       | P       | Gf      | Gs      | G            | V            | N            | P            | Gf           | Gs           | G      | V      | N      | P      | Gf     | Gs     | DR  |
| ----------------- | ----- | ------- | ------- | ------- | ------- | ------- | ------- | ------------ | ------------ | ------------ | ------------ | ------------ | ------------ | ------ | ------ | ------ | ------ | ------ | ------ | --- |
| Bundesliga        | 29    | 17      | 9       | 4       | 4       | 30      | 21      | 17           | 2            | 3            | 12           | 20           | 41           | 34     | 11     | 7      | 16     | 50     | 62     | -12 |
| Coppa di Germania | -     | 0       | 0       | 0       | 0       | 0       | 0       | 1            | 0            | 0            | 1            | 2            | 3            | 1      | 0      | 0      | 1      | 2      | 3      | -1  |
| Totale            | 29    | 17      | 9       | 4       | 4       | 30      | 21      | 18           | 2            | 3            | 13           | 22           | 44           | 35     | 11     | 7      | 17     | 52     | 65     | -13 |

### Andamento in campionato
| Giornata  | 1 | 2 | 3 | 4 | 5 | 6 | 7 | 8 | 9 | 10 | 11 | 12 | 13 | 14 | 15 | 16 | 17 | 18 | 19 | 20 | 21 | 22 | 23 | 24 | 25 | 26 | 27 | 28 | 29 | 30 | 31 | 32 | 33 | 34 |
| --------- | - | - | - | - | - | - | - | - | - | -- | -- | -- | -- | -- | -- | -- | -- | -- | -- | -- | -- | -- | -- | -- | -- | -- | -- | -- | -- | -- | -- | -- | -- | -- |
| Luogo     | C | T | C | T | C | T | C | T | C | T  | C  | T  | C  | T  | C  | C  | T  | T  | C  | T  | C  | T  | C  | T  | C  | T  | C  | T  | C  | T  | C  | T  | T  | C  |
| Risultato | V | N | V | V | V | P | V | P | V | P  | P  | P  | P  | P  | P  | N  | P  | P  | N  | P  | V  | N  | V  | P  | V  | P  | V  | V  | N  | P  | N  | N  | P  | P  |
| Posizione | 3 | 2 | 2 | 1 | 1 | 2 | 2 | 2 | 2 | 4  | 5  | 6  | 8  | 9  | 11 | 9  | 14 | 15 | 14 | 15 | 15 | 15 | 12 | 15 | 12 | 13 | 11 | 11 | 10 | 11 | 11 | 11 | 13 | 14 |

Legenda:

Luogo: C = Casa; T = Trasferta. Risultato: V = Vittoria; N = Pareggio; P = Sconfitta.

### Statistiche dei giocatori
| Giocatore      | Bundesliga | Bundesliga | Bundesliga  | Bundesliga | Coppa di Germania | Coppa di Germania | Coppa di Germania | Coppa di Germania | Totale   | Totale | Totale      | Totale     |
| Giocatore      | Presenze   | Reti       | Ammonizioni | Espulsioni | Presenze          | Reti              | Ammonizioni       | Espulsioni        | Presenze | Reti   | Ammonizioni | Espulsioni |
| -------------- | ---------- | ---------- | ----------- | ---------- | ----------------- | ----------------- | ----------------- | ----------------- | -------- | ------ | ----------- | ---------- |
| W. Balzer      | 0          | 0          | 0           | 0          | 0                 | 0                 | 0                 | 0                 | 0        | 0      | 0           | 0          |
| D. Brozulat    | 33         | 5          | 0           | 0          | 1                 | 0                 | 0                 | 0                 | 34       | 5      | 0           | 0          |
| H. Dausmann    | 34         | 15         | 0           | 0          | 1                 | 0                 | 0                 | 0                 | 35       | 15     | 0           | 0          |
| F. Dick        | 34         | 0          | 0           | 0          | 1                 | 0                 | 0                 | 0                 | 35       | 0      | 0           | 0          |
| H. Fritsche    | 20         | 7          | 0           | 0          | 0                 | 0                 | 0                 | 0                 | 20       | 7      | 0           | 0          |
| G. Fröhlich    | 34         | 5          | 0           | 0          | 0                 | 0                 | 0                 | 0                 | 34       | 5      | 0           | 0          |
| D. Hentschel   | 27         | 1          | 0           | 1          | 1                 | 0                 | 0                 | 0                 | 28       | 1      | 0           | 1          |
| R. Hollmann    | 0          | 0          | 0           | 0          | 0                 | 0                 | 0                 | 0                 | 0        | 0      | 0           | 0          |
| J. Jäger       | 3          | 0          | 0           | 0          | 0                 | 0                 | 0                 | 0                 | 3        | 0      | 0           | 0          |
| G. Karbowiak   | 24         | 3          | 0           | 0          | 0                 | 0                 | 0                 | 0                 | 24       | 3      | 0           | 0          |
| U. Kliemann    | 0          | 0          | 0           | 0          | 0                 | 0                 | 0                 | 0                 | 0        | 0      | 0           | 0          |
| F. Kobluhn     | 20         | 0          | 0           | 0          | 1                 | 0                 | 0                 | 0                 | 21       | 0      | 0           | 0          |
| L. Kobluhn     | 31         | 5          | 0           | 0          | 0                 | 0                 | 0                 | 0                 | 31       | 5      | 0           | 0          |
| F. Krauthausen | 31         | 5          | 0           | 1          | 1                 | 2                 | 0                 | 0                 | 32       | 7      | 0           | 1          |
| W. Kubek       | 8          | 0          | 0           | 0          | 1                 | 0                 | 0                 | 0                 | 9        | 0      | 0           | 0          |
| R. Laskowsky   | 13         | 1          | 0           | 0          | 0                 | 0                 | 0                 | 0                 | 13       | 1      | 0           | 0          |
| N. Lücke       | 1          | 0          | 0           | 0          | 0                 | 0                 | 0                 | 0                 | 1        | 0      | 0           | 0          |
| G. Müller      | 0          | 0          | 0           | 0          | 0                 | 0                 | 0                 | 0                 | 0        | 0      | 0           | 0          |
| W. Ohm         | 24         | 0          | 0           | 0          | 1                 | 0                 | 0                 | 0                 | 25       | 0      | 0           | 0          |
| K. Poll        | 6          | 1          | 0           | 0          | 1                 | 0                 | 0                 | 0                 | 7        | 1      | 0           | 0          |
| U. Redmann     | 2          | 0          | 0           | 0          | 0                 | 0                 | 0                 | 0                 | 2        | 0      | 0           | 0          |
| S. Rösen       | 5          | 0          | 0           | 0          | 0                 | 0                 | 0                 | 0                 | 5        | 0      | 0           | 0          |
| W. Scheid      | 34         | 0          | 0           | 0          | 1                 | 0                 | 0                 | 0                 | 35       | 0      | 0           | 0          |
| H. Schumacher  | 0          | 0          | 0           | 0          | 0                 | 0                 | 0                 | 0                 | 0        | 0      | 0           | 0          |
| W. Sühnholz    | 0          | 0          | 0           | 0          | 0                 | 0                 | 0                 | 0                 | 0        | 0      | 0           | 0          |
| H. Wilbertz    | 32         | 2          | 0           | 0          | 1                 | 0                 | 0                 | 0                 | 33       | 2      | 0           | 0          |
| K. Witt        | 0          | 0          | 0           | 0          | 0                 | 0                 | 0                 | 0                 | 0        | 0      | 0           | 0          |